# Репринт
Репринт или фототипско издање је ново издавање књиге у неизмењеном облику. Ово се углавном ради да би се обновило и очувало оригинално издање које је у лошем стању. Књиге које су претрпеле измене у односу на своје оригинал се не сматрају репринтом већ новим издањем. Сам термин репринт није ограничен на књиге већ се користи и код поновног издавања стрипова (углавном обновљено издање помоћу нових техника у односу на пређашње) и филмова (VHS, DVD и Blu-Ray).